# Pahi (voilier)
Pour les articles homonymes, voir Pahi.

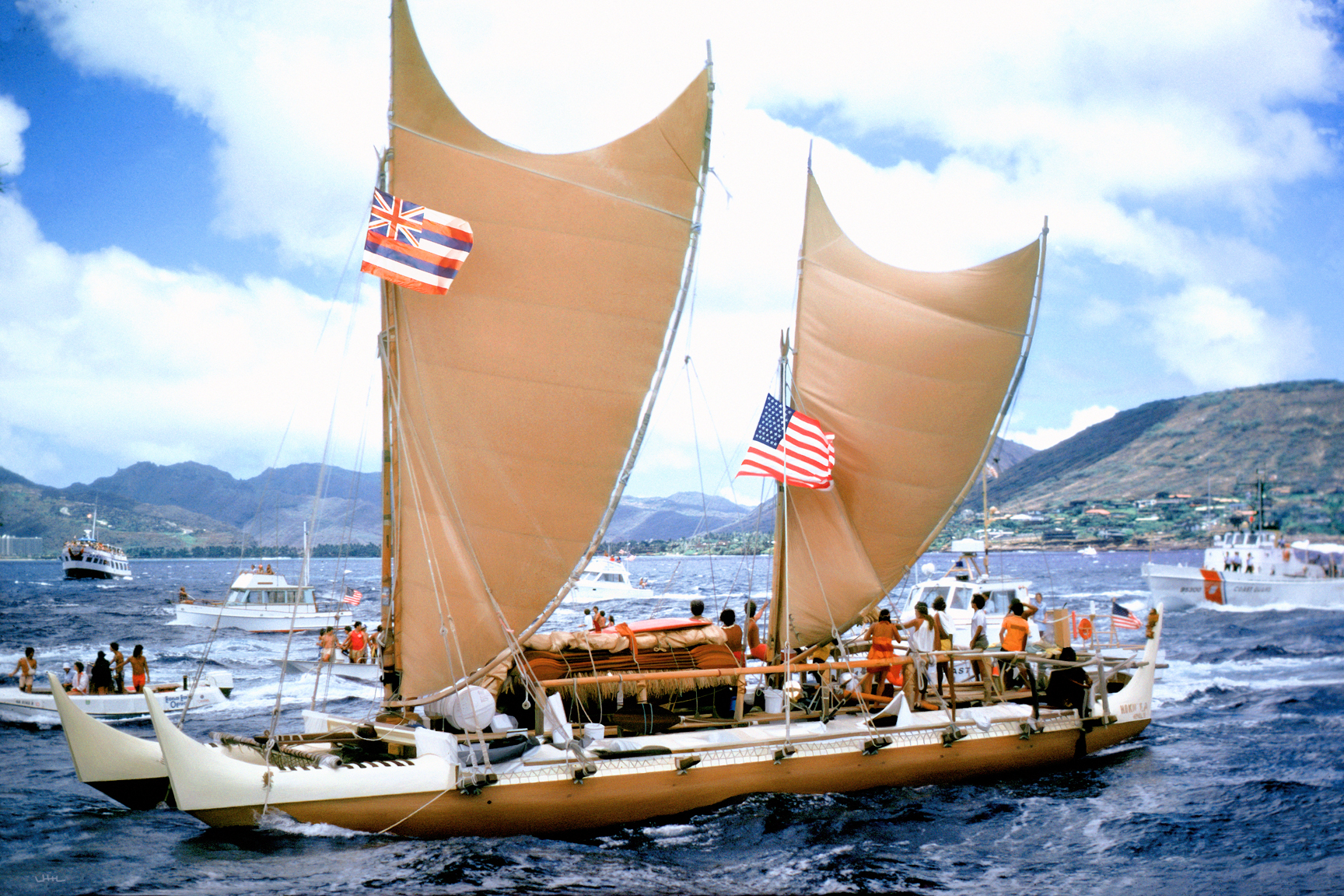
Le voilier Hokule'a proche d'un pahi

Un pahi est un type de grande pirogue à double coque, à voiles austronésiennes sur deux mâts (parfois un seul mât), utilisé traditionnellement à Tahiti pour les long voyages en mer.    

## Description
Il s'agit de grandes embarcations dans le contexte polynésien traditionnel (17 à 25 m) pouvant transporter entre 4 et 16 personnes sur une plateforme centrale avec leurs provisions. Cette plateforme est positionnée entre deux coques pour former un catamaran. Les voiles austronésiennes sont portées par deux mâts de tailles inégales, le mât arrière étant plus petit. L'accès au gréement pour la manœuvre des voiles se fait à l'aide de bambou en laissant les mâts en place. Un seul mât pouvait être parfois observé sur le spahi de Raiatea, avec l'abri transportable du bateau à terre. Les tikis sur la poupe protégeant le bateau et ses occupants. Un foyer était entretenu sur des dalles de coraux encastrées sur le pont.  